# Isla Salisbury (Rusia)
La isla de Salisbury (en ruso: Остров Солсбери; Ostrov Solsberi) es una isla situada en la zona central de la Tierra de Francisco José, al norte de la Federación de Rusia.
Salisbury es relativamente grande y larga, tiene una superficie de 960 km². Su punto más alto está a 482 metros y prácticamente toda la superficie de la isla es de glaciares.
Salisbury es parte de la Tierra Zichy un subgrupo del archipiélago de Francisco José. Tiene muy poco mar abierto a su alrededor, siendo atrapada entre la isla Luigi y la isla Champ en sus costas del suroeste, y la Ziegler en el noreste y la isla Wiener Neustadt en el este.
Esta isla fue nombrada después en honor del Profesor de geología D. Rollin Salisbury (1858-1922), de la Universidad de Chicago. Salisbury fue el segundo al mando en la expedición de rescate Peary.
Salisbury esta en el archipiélago de Francisco José no debe confundirse con la Isla de Salisbury, en Canadá.